# シャンパニャック＝ラ＝リヴィエール
シャンパニャック＝ラ＝リヴィエール （Champagnac-la-Rivière）は、フランス、ヌーヴェル＝アキテーヌ地域圏、オート＝ヴィエンヌ県のコミューン。

## 歴史
メロヴィング朝時代のヴィッラが、Campaniacoの名で6世紀から7世紀にかけ硬貨の鋳造工房として現れる。金貨は、最古のシャンパニャック住民と思しきBaudegiseloによって打たれた。

## 人口統計
| 1962年 | 1968年 | 1975年 | 1982年 | 1990年 | 1999年 | 2006年 | 2014年 |
| ------ | ------ | ------ | ------ | ------ | ------ | ------ | ------ |
| 855    | 801    | 678    | 662    | 576    | 557    | 550    | 568    |

参照元:1962年から1999年までは複数コミューンに住所登録をする者の重複分を除いたもの。それ以降は当該コミューンの人口統計によるもの。1999年までEHESS/Cassini、2006年以降INSEE。

## 史跡
- ブリー城 - ゴシック・フランボワイヤン様式。歴史的記念物[6]